# Алла Клишта
Алла Клишта (1985 або 1986, Україна — квітень 2019, Руст) — українська танцюристка в стилі «оригінальний жанр», півфіналістка 3 сезону шоу «Україна має талант» та аналогічних шоу в Румунії та Німеччини, рекордсменка України.

## Участь у талант-шоу та рекорд
2010 року Клишта брала участь у Німецькому шоу «Germany's Got Talent».
На початку 2011 року взяла участь в українській версії проекту «Україна має талант», де успішно подолала відбір та посіла третє місце у першому півфіналі, програвши 1 голос журі паркур-колективу «Ds-Dynamics».
Того ж року в Україні Алла Клишта встановила рекорд — одночасне обертання 102 хула-хупів з загальною вагою близько 20 кілограмів.
У 2019 році взяла участь у Румунській версії шоу «Românii au talent».

## Зникнення та вбивство
Наприкінці квітня 2019 року колегами Алли було заявлено про її зникнення через неявку на запланований виступ на шоу «Night Beat Angels» у Франкфурті.
18 травня 2019 року поліцією Німеччини було знайдено її тіло у річці Рейн неподалік міста Руст. За попередньою версією, висунутою Daily Mail, як підозрюваний у вбивстві проходить колишній партнер танцюристки. За версією ресурсів «Politeka.net» та «Обозреватель» це — громадянин Куби — Рейді Йоан Арготе Фріас.